# Schron w Upłazkowej Turni
Schron w Upłazkowej Turni – jaskinia, a właściwie schronisko, w Dolinie Kościeliskiej w Tatrach Zachodnich. Wejście do niej położone jest  w Wąwozie Kraków, w stoku opadającym spod Upłazkowej Turni, na wysokości 1600 metrów n.p.m. Jaskinia jest pozioma, a jej długość wynosi 9 metrów.

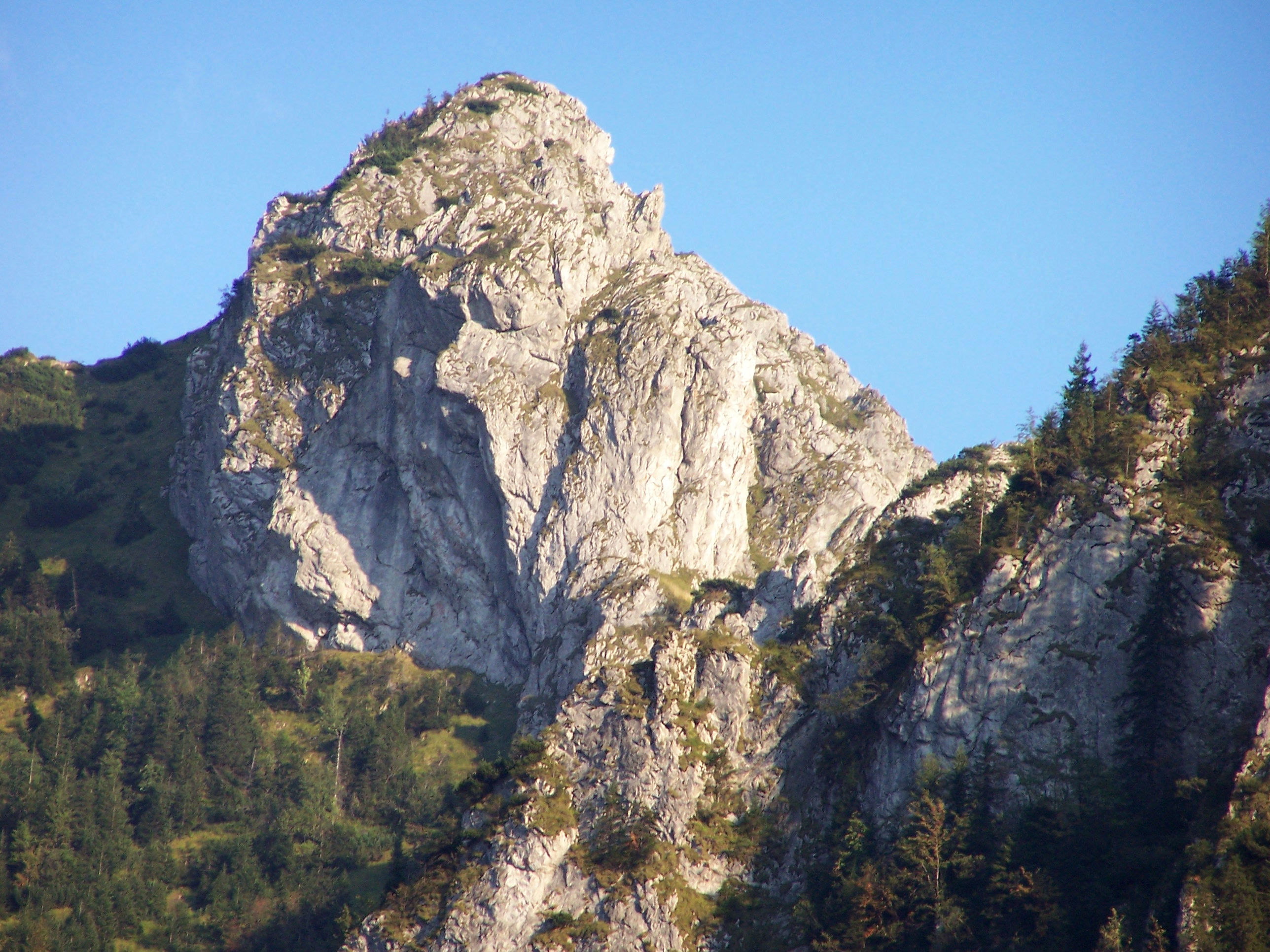
Upłazkowa Turnia

## Opis jaskini
Jaskinię stanowi obszerna sala, do której prowadzi poziomy korytarz zaczynający się w dużym otworze wejściowym. Z sali odchodzi ciasny, szczelinowy korytarzyk równoległy do korytarza wejściowego. Kończy się szczeliną nie do przejścia.

## Przyroda
W jaskini występują nacieki grzybkowe. Często bywają w niej kozice. Ściany są suche, rosną na nich mchy i porosty. 

## Historia odkryć
Jaskinię jako pierwsi zbadali W.W. Wiśniewski oraz K. Bębenek w 1989 roku. Jej dokładny plan i opis sporządziła I. Luty przy pomocy A. i T. Mardali oraz B. Zalewskiego w 2002 roku.